# Anul soarelui liniștit
Anul soarelui liniștit (în poloneză Rok spokojnego słońca) este un film polonez de război din 1984 regizat de Krzysztof Zanussi. A primit Leul de Aur pentru regie în 1984 și a fost nominalizat la Premiul Globul de Aur pentru cel mai bun film într-o limbă străină (în 1985).

## Rezumat
Acțiunea filmului are loc în 1946, imediat după cel de-al Doilea Război Mondial. Într-un orășel din Voievodatul Lubusz trăiește o femeie, Emilia, care are grijă de mama ei bolnavă într-un apartament ruinat după conflictul cu Germania Nazistă. Cea mai apropiată vecină a celor două este Stella, o prostituată care a satisfăcut cândva bărbații într-un lagăr de concentrare. Emilia încearcă să-și câștige existența vânzând prăjiturile pe care le pregătește. Între timp, o comisie militară americană sosește în oraș pentru a căuta mormintele piloților englezi și americani uciși de naziști într-un lagăr de concentrare din apropiere. 
Emilia se întâlnește din întâmplare cu Norman, șoferul unui membru al comisiei. Acesta o plimbă cu mașina când se reîntoarce în oraș. Emilia îl tratează pe american cu rezervă, dar îi explică situația în care se află folosind un dicționar polono-englez, dezvăluindu-i că și-a pierdut soțul. În ciuda acestui fapt, Norman este un vizitator constant în casa Emiliei, încercând să le ajute pe cele două femei. În timpul uneia dintre vizitele sale, descoperă că apartamentul a fost jefuit de huligani și de ofițeri ai Biroului de Securitate, care o amenință pe Emilia să dezvăluie o ascunzătoare. Când comisia găsește cadavrele ofițerilor uciși și activitatea acesteia se oprește, Norman încearcă s-o convingă pe Emilia să plece în Statele Unite ale Americii cu mama sa. Emilia caută sfătuire la un preot, care îi invită pe ea și pe Norman la o mănăstire unde o călugăriță cunoaște bine limba engleză. Norman insistă ca Emilia să plece imediat. Cu toate acestea, Emilia ezită să ia o decizie, având în vedere boala mamei sale. Norman își face bagajele pentru a pleca în Germania și apoi în Statele Unite ale Americii.
Emilia și mama ei decid să fugă peste graniță fără cunoștința autorităților comuniste. Cele două intră în contact cu Adziem, care trece oameni ilegal frontiera. Mama Emiliei, însă, presupune că nu va putea duce călătoria la capăt. Fără să știe fiica ei, ea deschide o fereastră, ceea ce îi aduce mai repede moartea. Emilia decide să o ajute pe Stella să părăsească Polonia. Cu toate acestea, Adziem susține că a fost plătit doar pentru o singură persoană. Într-un act de disperare, Emilia îi cedează locul Stellei, acceptând eventuala plecare a lui Norman din Polonia. 
Ani mai târziu, Emilia, care locuiește într-un azil de bătrâni supravegheat de călugărițe, află despre o moștenire primită din America. Încearcă să pornească într-o călătorie, dar nu-și mai poate căra valiza și își pierde cunoștința.

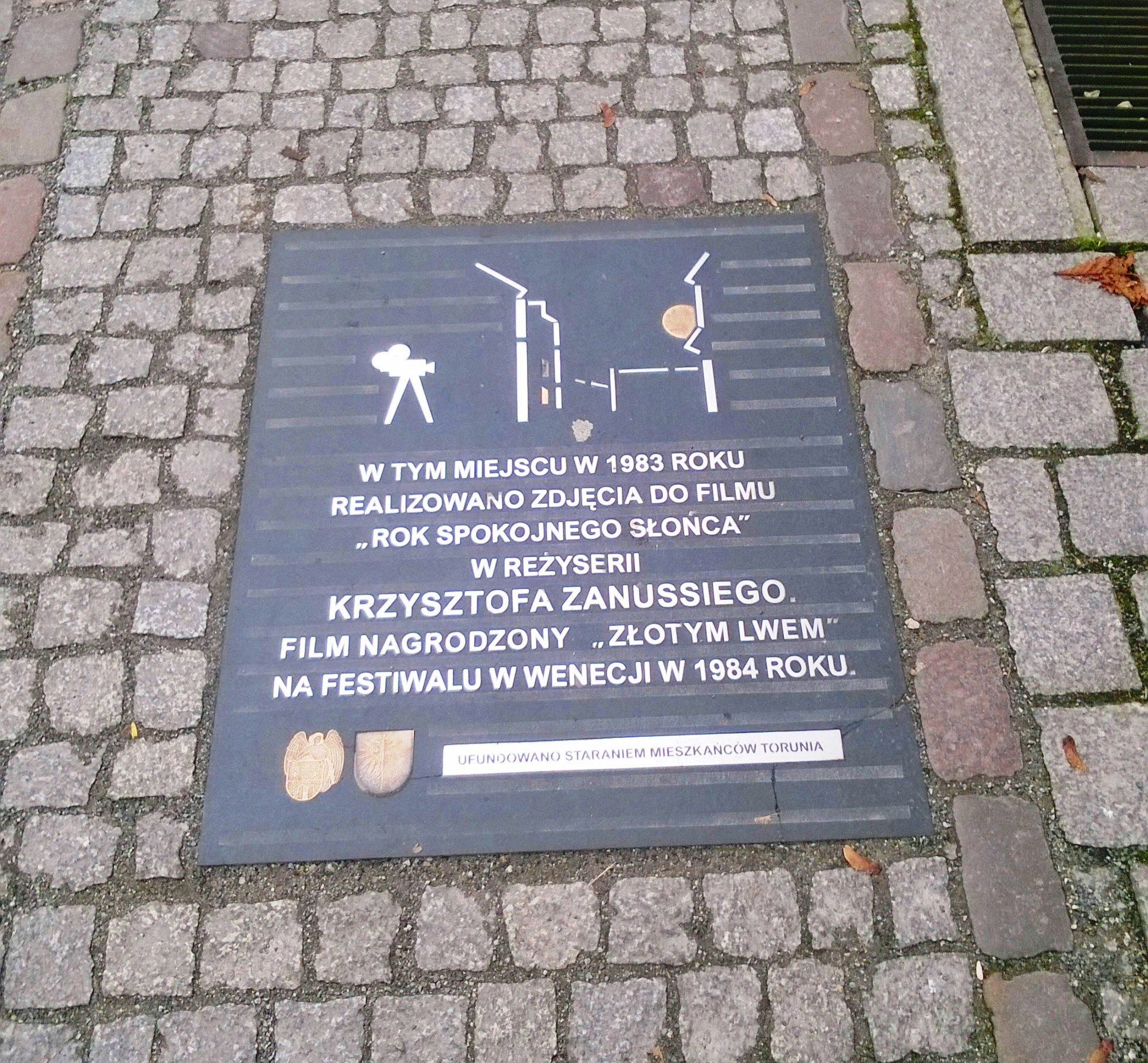
Placă dedicată filmului în Toruń

## Distribuție
- Maja Komorowska - Emilia
- Scott Wilson - Norman
- Hanna Skarżanka - mama Emiliei
- Ewa Dalkowska - Stella
- Vadim Glowna - Herman
- Danny Webb - David
- Zbigniew Zapasiewicz - Szary
- Zofia Rysiówna - interpreta
- Janusz Gajos - îndrumătorul de lună
- Jerzy Stuhr - Adziem
- Gustaw Lutkiewicz - proprietarul brutăriei
- Marek Kondrat - Malutki
- Jerzy Nowak - doctorul englez
- Lee Michael Walczuk - căpitanul Michael